# أوكوتة حادة الأوراق
الأوكوتة الحادة الأوراق (الاسم العلمي:Ocotea aciphylla) هي نوع من النباتات تتبع جنس الأوكوتة من الفصيلة الغارية.